# Cathorops multiradiatus
Cathorops multiradiatus är en fiskart som först beskrevs av Günther, 1864.  Cathorops multiradiatus ingår i släktet Cathorops och familjen Ariidae. IUCN kategoriserar arten globalt som livskraftig. Inga underarter finns listade i Catalogue of Life.